# 25566 Panying
25566 Panying (tên chỉ định: 1999 XM177) là một tiểu hành tinh vành đai chính. Nó được phát hiện bởi dự án Nghiên cứu tiểu hành tinh gần Trái Đất Lincoln ở Socorro, New Mexico, ngày 10 tháng 12 năm 1999. Nó được đặt theo tên Pan Ying, a Chinese high school student whose materials và bioengineering project won second place ở the 2009 Giải thưởng Khoa học và Kỹ thuật Intel.